# 지브릴 소우
모하메트 지브릴 이브라히마 소우(프랑스어: Mohameth Djibril Ibrahima Sow, 1997년 2월 6일 ~ )는 스위스의 축구 선수로 포지션은 미드필더이다. 현재 스페인 라리가의 세비야에서 활약하고 있다.